# 朱塞佩·马志尼桥
朱塞佩·马志尼桥（Ponte Giuseppe Mazzini）是意大利罗马的一座桥梁，连接雷戈拉区的桑加罗河岸与特拉斯提弗列区的法尔内西纳河岸，长106米，有三个石拱。
该桥由工程师Viani和Moretti设计，建于1904年至1908年，献给意大利统一的缔造者之一朱塞佩·马志尼。
该桥连接Via della Lungara与朱利亚街;原名Ponte Gianicolense，以纪念同名的古代桥梁。